# Tugali suteri sutherlandi
Tugali suteri là một phân loài ốc biển nhỏ or limpet, là động vật thân mềm chân bụng sống ở biển in the Họ Fissurellidae, the keyhole and slit limpets.